# Euscelus similis
Euscelus similis es una especie de coleóptero de la familia Attelabidae.

## Distribución geográfica
Habita en Belice.